# Carea minahassae
Carea minahassae är en fjärilsart som beskrevs av Walter Karl Johann Roepke 1932. Carea minahassae ingår i släktet Carea och familjen trågspinnare. Inga underarter finns listade i Catalogue of Life.